# Cinara xylophila
Cinara xylophila är en insektsart. Cinara xylophila ingår i släktet Cinara och familjen långrörsbladlöss. Inga underarter finns listade i Catalogue of Life.